# Zosperamerus limonensis
Zosperamerus limonensis är en insektsart som beskrevs av Marius Descamps och David M. Rowell 1984. Zosperamerus limonensis ingår i släktet Zosperamerus och familjen gräshoppor. Inga underarter finns listade i Catalogue of Life.